# У твоего окна
«У твоего́ окна́» — произведение эстрады в жанре популярной музыки. Музыка и слова Игоря Талькова. Впервые была издана в 1986 году на пластинке «Игорь Тальков», где исполнена дуэтом с Людмилой Сенчиной. Получила известность после исполнения её Тальковым на фестивале «Песня года» (1988, исполнена индивидуально).

## История создания
Песня, автором стихов и музыки которой был Игорь Тальков, была исполнена им дуэтом с Людмилой Сенчиной и записана на пластинку в 1986 году, которая получила название «Игорь Тальков». В это время, ещё даже до поступления в группу «Электроклуб», Тальков был достаточно малоизвестным исполнителем. После того, как в 1987 году Тальков выступил с песней «Чистые пруды», он оказался замечен на большой советской эстрадной сцене. На следующий, 1988 год, он вышел на фестиваль «Песня года» с песней «У твоего окна», после чего эта песня также получила более широкую известность.
В индивидуальном исполнении Игоря Талькова песня вышла на диске уже после его гибели, в 1993 году, в релизе «Моя любовь».

## Награды и достижения
- В 1988 году песня «У твоего окна» исполнялась на фестивале «Песня года». Исполнитель — Игорь Тальков.

## Мнения
Исследователь песенной поэзии Игоря Талькова, доктор филологических наук Илья Ничипоров написал, что в любовной лирике Талькова внутренняя циклизация сопряжена со сквозным для многих стихотворений образом дома. В частности, в произведении «У твоего окна» дом становится чутким «индикатором» личностных отношений любящих.
Протоиерей Михаил Ходанов, исследовавший творчество русских поэтов XX века на примере песни «У твоего окна» заключил, что: «в лирике Талькова рассеяна осенним ночным Млечным Путём тихая грусть, которая сродни вечному стремлению к чистой высокой любви, не знающей ни предательств, ни обмана».

## Издания
- «Игорь Тальков» (1986), дуэт с Людмилой Сенчиной
- «Ностальгия» (1993),
- «Память» (1996),
- «Моя любовь» (2001),
- «Лирика» (2003) и др.

## Другие исполнения
- В 2001 году песня «У твоего окна» была записана певцом Александром Буйновым и вошла в трибьют-альбом «Я вернусь»[3], в котором лучшие песни музыканта были исполнены звёздами российской эстрады в память 10-летия со дня гибели Талькова.